# Hydractinia carica
Hydractinia carica är en nässeldjursart som beskrevs av Bergh 1887. Hydractinia carica ingår i släktet Hydractinia och familjen Hydractiniidae. Arten har ej påträffats i Sverige. Inga underarter finns listade i Catalogue of Life.